# Dagmar Nyberg
Emma Sofia (Dagmar) Nyberg, född 11 september 1884 i Katarina församling i Stockholm, död 13 september 1915 i Katrineholm, var en svensk skådespelare. 
Nyberg var dotter till Johan Fredrik Nyberg och hans hustru Sofia, född Pettersson. Hon debuterade 1902 vid Folkteatern i Gävle i August Blanches Her Dardanell och hans upptåg på landet. Därefter var hon engagerad vid Norrköpings folkteater innan hon övergick till Lotten Lundberg-Seeligs sällskap. 1906–1907 studerade hon vid Dramatens elevskola. Därefter var hon bland annat engagerad i Vilhelm Olins teatersällskap, Birger Lundstedts teatersällskap samt det Arnoldska teatersällskapet.
Hon dog i ett dubbelsjälvmord tillsammans med sin fästman, skådespelaren Rudolf Söderqvist.

## Filmografi
- 1913 – Amors pilar eller Kärlek i Höga Norden
- 1913 – Lappens brud eller Dramat i vildmarken
- 1913 – Truls som mobiliserar

## Teater

### Roller (ej komplett)
| År   | Roll | Produktion                                              | Regi | Teater              |
| ---- | ---- | ------------------------------------------------------- | ---- | ------------------- |
| 1902 |      | Herr Dardanell och hans upptåg på landet August Blanche |      | Folkteatern i Gävle |
| 1911 |      | Nils Hugo Öberg                                         |      | Lilla teatern       |